# Liberales (organización)
Representa una corriente muy heterogénea y hay muchas formas y tipos de liberalismo, pero en general defiende los derechos individuales (fundamentalmente la libertad de expresión y la libertad de prensa), el mercado libre, el secularismo, la igualdad de género y la igualdad racial, el capitalismo, la propiedad privada, la democracia, el Estado de derecho, la sociedad abierta y el internacionalismo.